# Delomys
Delomys är ett släkte av däggdjur som ingår i familjen hamsterartade gnagare.

## Beskrivning
Dessa gnagare förekommer i Sydamerika. De vistas i fuktiga varma skogar i låglandet och i bergstrakter upp till 1500 meter över havet.
Individerna når en kroppslängd (huvud och bål) av 10 till 16 cm och en svanslängd av 9 till 15 cm. För Delomys dorsalis registrerades en vikt av 50 till 90 gram. Den mjuka pälsen på ovansidan bildas av bruna, gula och gråa hår och ofta finns en mörk eller ljus längsgående strimma på ryggens mitt. Undersidan är ljusgrå till vitaktig. Arterna har ganska smala och länga bakfötter.
Dessa gnagare är antagligen aktiva på natten och de vistas främst på marken. De skapar tunnlar under lövskiktet eller under mossa. Honor av Delomys dorsalis hade vanligen två kullar per år. Per kull föds två till fyra ungar.
Arterna är inte hotade i beståndet och IUCN listar alla tre som livskraftig (LC).

## Taxonomi
Kladogram enligt Catalogue of Life:
| Delomys | \| \| Delomys dorsalis \| \| \| \| \| \| Delomys sublineatus \| \| \| \| |
|         | \| \| Delomys dorsalis \| \| \| \| \| \| Delomys sublineatus \| \| \| \| |
|         | Delomys dorsalis                                                         |
|         |                                                                          |
|         | Delomys sublineatus                                                      |
|         |                                                                          |

Wilson & Reeder (2005) listar ytterligare en art i släktet, Delomys collinus.